# Necator americanus
Анкилостома Нового Света (лат. Necator americanus) — вид паразитических круглых червей из подотряда стронгилид (Strongylida). У человека вызывает болезнь, известную как некатороз.
Мелкий червь бледно-розового цвета, длина самки 9—12 мм, самца 7—9 мм. Передний конец изогнут в виде крючка и загнут дорсально. Имеют 4 выступающих бочкообразных зуба. В ротовой капсуле находятся две режущие пластинки полулунной формы.
Взрослые гельминты паразитируют в двенадцатиперстной кишке и в верхнем отделе тощей кишки. Для фиксации к стенке червь использует приспособление ротовой капсулы. Самка выделяет в сутки около 15 тысяч яиц. Яйца овальные, размером 0,06 × 0,04 мм, содержат в себе по 2—4 бластомера.
Вылупление яиц происходит во внешней среде при оптимальных условиях через 1—2 суток. Из них выходят рабдитовидные свободноживущие личинки. Через 7—10 дней они принимают филяриевидную форму и становятся способными к инфицированию на протяжении 7—8 недель, сохраняясь в почве.
Источник заражения — больной человек. Механизм заражения — перкутанный: проникновение личинок некатора в организм человека происходит преимущественно через кожу. При контакте с кожей личинка сбрасывает окружающий её защитный чехлик и активно внедряется, достигая кровеносных сосудов. С током крови в течение 3—5 дней личинки разносятся по всему организму: проникают в лёгкие, альвеолы, бронхи, трахею и ротоглотку, где проглатываются и попадают в кишечник. Среднее время жизни в кишечнике человека — 4 года.